# جان استونز
جان استونز (انگلیسی: John Stones؛ زادهٔ ۲۸ مهٔ ۱۹۹۴) یک بازیکن فوتبال اهل انگلستان است که در پست مدافع برای منچسترسیتی در لیگ برتر انگلستان بازی می‌کند.

## افتخارات
- لیگ برتر انگلیس: ۲۰۱۷–۲۰۱۸، ۲۰۱۸–۲۰۱۹، ۲۰۲۰–۲۰۲۱،۲۰۲۱-۲۰۲۲، ۲۰۲۲-۲۰۲۳
- جام حذفی فوتبال انگلیس: ۲۰۱۸–۲۰۱۹، ۲۰۲۲-۲۰۲۳
- جام اتحادیه انگلیس: ۲۰۱۷–۲۰۱۸، ۲۰۱۸–۲۰۱۹، ۲۰۱۹–۲۰۲۰، ۲۰۲۰–۲۰۲۱
- جام خیریه انگلیس: ۲۰۱۸، ۲۰۱۹
- لیگ قهرمانان اروپا:۲۰۲۲-۲۰۲۳
- سوپر جام اروپا:۲۰۲۲-۲۰۲۳

## زندگی حرفه‌ای

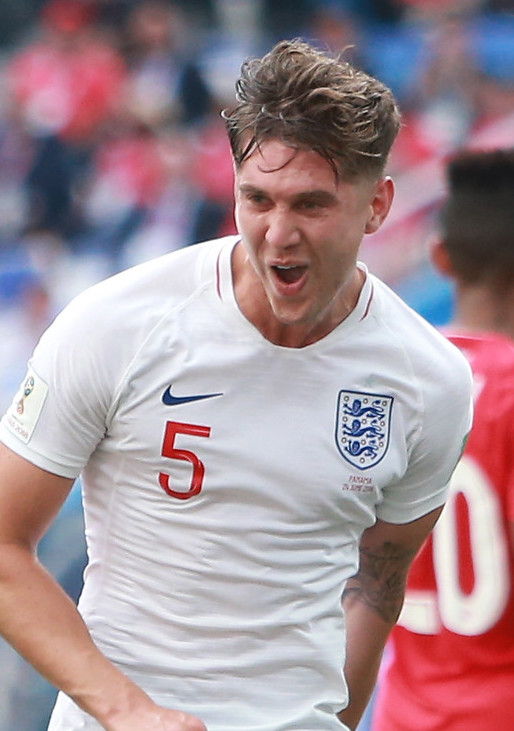
جان استونز بعد گلزنی در برابر پاناما در جام جهانی 2018

استونز در بارنزلی، یورک‌شر جنوبی به دنیا آمد و در دسامبر ۲۰۱۱ با آکادمی جوانان باشگاه فوتبال بارنزلی شروع کرد. او فوتبال را در ابتدا با پست مدافع کناری آغاز کرد اما در ادامه به مدافع میانی تبدیل شد. او اولین و تنها گل خود را برای بارنزلی در اولین بازی خود برای این باشگاه به ثمر رساند.
پس از عملکرد درخشان او در باشگاه بارنزلی، توجه بسیاری از باشگاه‌های بزرگ در انگلیس به او جلب شد و سرانجام در ۳۱ ژانویه ۲۰۱۳ با قراردادی به مدت ۵ سال با مبلغ ۳ میلیون پوند به باشگاه اورتون پیوست.
او پس از چهار فصل موفق با باشگاه فوتبال اورتون در سال ۲۰۱۶ به باشگاه منچسترسیتی ملحق شد.